# Drosophila mexicana
Drosophila mexicana este o specie de muște din genul Drosophila, familia Drosophilidae, descrisă de Macquart în anul 1843. Conform Catalogue of Life specia Drosophila mexicana nu are subspecii cunoscute.